# Israel Adesanya
Israel Adesanya, Israel Oluwafemi Adesanya hay Israel The Last Stylebender Adesanya (họ Adesanya, sinh ngày 22 tháng 07 năm 1989), người New Zealand gốc Nigeria, là vận động viên mixed martial arts (MMA) chuyên nghiệp với sự nghiệp thi đấu hạng cân middleweight tại Ultimate Fighting Championship. Anh cũng từng thi đấu bộ môn kickboxing và Quyền Anh. Israel Adesanya hiện đang ký hợp đồng với Ultimate Fighting Championship (UFC), hiện đang là nhà vô địch Middleweight UFC với thành tích 20 trận thắng liên tiếp (tính đến tháng 09 năm 2020). Israel Adesanya giữ thành tich 20 – 1 trong sự nghiệp MMA.
Tính đến ngày 24 tháng 05 năm 2020, anh đứng thứ tư trong Bảng xếp hạng Ultimate Fighting Championship toàn diện (pound for pound). Trong kickboxing, anh là cựu ứng cử viên vô địch middleweight giải Glory, cựu vô địch cruiserweight và heavyweight giải King in the Ring.

## Xuất thân và niên thiếu
Israel Adesanya sinh ra ở Lagos, Nigeria trong một gia đình có năm người con. Bố của anh, Femi, là một kế toán và mẹ anh, Taiwo, là một y tá. Israel học tại trường Chrisland, Opebi và đăng ký vào câu lạc bộ Taekwondo sau giờ học cho đến khi anh bị chấn thương, mẹ ngăn cấm tiếp tục tập luyện. Đầu năm 2001, anh chuyển đến Ghana cùng gia đình trong 10 tháng. Bởi bố mẹ muốn con cái học tập, rồi học đại học, anh được chuyển tới định cư ở Rotorua, New Zealand lúc 10 tuổi, học tại trường trung học học sinh nam của Rotorua (Rotorua Boys' High School). Adesanya không hứng thú với thể thao khi còn học trung học, thay vào đó anh quan tâm đến anime Nhật Bản, các bộ truyện như Death Note và Naruto. Anh thường bị bắt nạt trong những năm học trung học, và điều này có ảnh hưởng đối với quyết định theo đuổi võ thuật sau này trong đời.
Năm 18 tuổi, Adesanya bắt đầu tập luyện môn kickboxing, sau khi được truyền cảm hứng từ bộ phim Muay Thai Ong-Bak. Anh đạt thành tích kickboxing nghiệp dư rất cao với tích lũy 32–0 trước khi chuyển đến thi đấu ở Trung Quốc. Ở tuổi 21, Adesanya chuyển đến Auckland, New Zealand và bắt đầu tập luyện dưới sự hướng dẫn của huấn luyện viên Keith Bareman tại câu lạc bộ City Kickboxing, với các võ sĩ MMA khác như Dan Hooker, Kai Kara-France và Alexander Volkanovski.

## Sự nghiệp võ thuật

### Kickboxing và Quyền Anh
Adesanya tập luyện bộ môn kickboxing - kỹ thuật tay Quyền Anh tích hợp đòn chân, trong những năm đầu sự nghiệp. Tập luyện thêm boxing - thuần kỹ thuật tay để bổ sung khả năng. Anh tham gia thi đấu các giải của hai bộ môn này, trong đó chủ yếu là kickboxing, dự một số trận Quyền Anh. Các giải đấu này mang tính bán chuyên nghiệp, chuyên nghiệp sơ khai. Hai giải đấu lớn của anh đó là Glory và King in the Ring. Tổng thành tích kickboxing của Adesanya là 80–75–5, tổng 80 trận, thành tích ấn tượng thắng 75 và thua năm trận. Vào tháng 03 năm 2014, Adesanya trở thành người New Zealand đầu tiên ký hợp đồng với công ty quảng bá Glory sau khi anh dành sáu tháng trước đó thi đấu toàn thời gian ở Trung Quốc. Sau đó, anh thi đấu với võ sĩ người Bỉ là Filip Verlinden tại Glory 15 ở Istanbul, Thổ Nhĩ Kỳ. Lúc này anh 24 tuổi, đây cũng là trận thua thứ hai trong sự nghiệp kickboxing. Giai đoạn 2016–2017, Adesanya quay trở lại với Glory, tham dự giải ứng cứ viên vô địch, nhưng đã thất bại.
Sau khi giành chiến thắng thứ ba mươi ba trong sự nghiệp kickboxing trước Charles August, Adesanya chuyển sang giải đấu King in the Ring, sự kiện last-man-standing ở Auckland. Anh đã chiến thắng sự kiện này trước Slava Alexeichik, Pati Afoa và Jamie Eades. Sau đó, anh đã giành chiến thắng Jamie Eades, giành chức vô địch King in the Ring năm 2014. Adesanya tiếp tục thi đấu cruiserweight rồi chuyển lên heavyweight, giành tiếp chức vô địch heavyweight King in the Ring năm 2015 ở Auckland.

### MMA
Trong thời gian thi đấu kickboxing, Adesanya còn tích hợp tham gia thêm MMA, ra mắt chuyên nghiệp vào năm 2012. Trong năm năm rưỡi, 2012–2016, anh thi đấu MMA tại Hồng Kông, Úc và Trung Quốc đại lục, anh đã tích lũy được thành tích 11–0, với tất cả các chiến thắng đều là KO/TKO, trước khi được UFC ký hợp đồng. MMA là tên gọi thể thức chiến đấu toàn diện, mọi kỹ năng, mọi bộ môn đều có thể sử dụng để tham gia thi đấu đối kháng. MMA bắt đầu phổ biến thế kỷ XXI, được đánh giá là thể thức thi đấu toàn diện nhất, tập hợp tất cả các môn võ tay không toàn thế giới. Adesanya sau sự nghiệp kickboxing và thời kỳ thi đấu MMA đầu đã quyết định theo đuổi MMA, thể hiện năng lực của mình.

### Ultimate Fighting Championship

#### Giai đoạn đầu

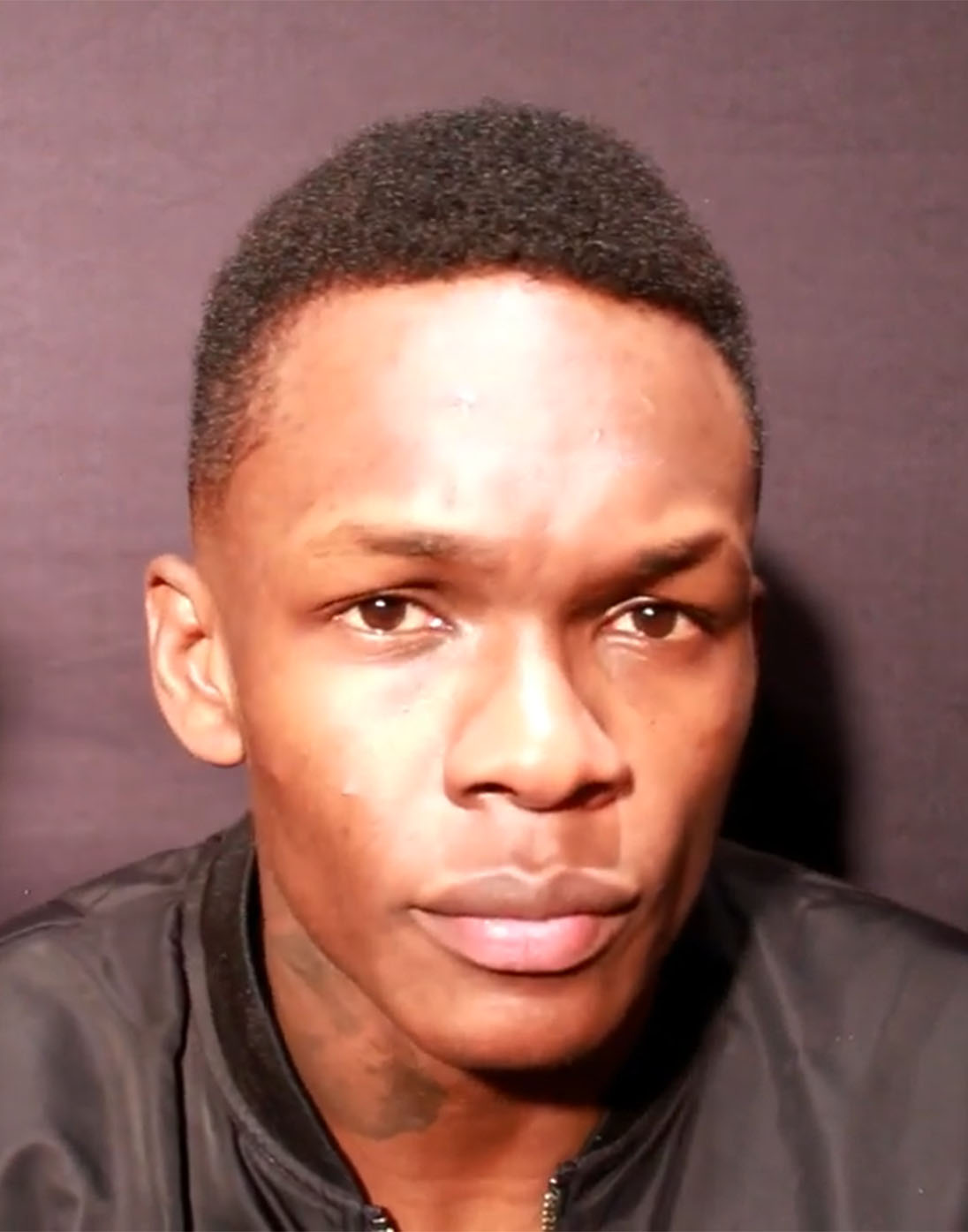
Israel Adesanya tại UFC 230 năm 2018.

Sau 11 trận MMA thắng liên tiếp, Adesanya quyết định tham gia Ultimate Fighting Championship, giải đấu MMA lớn nhất thế giới. Vào tháng 12 năm 2017, Adesanya đã hợp đồng với UFC. Anh ra mắt trong trận đấu với Rob Wilkinson vào ngày 11 tháng 02 năm 2018, tại UFC 221. Anh đã chiến thắng TKO ở hiệp hai. Chiến thắng này mang lại cho anh hạng mục thưởng Performance of the Night.
Trận tiếp theo của Adesanya vào ngày 14 tháng 04 năm 2018, đối đầu Marvin Vettori tại UFC trên Fox: Poirier vs. Gaethje. Anh đã chiến thắng sau ba hiệp bằng split decision. Adesanya đối mặt với Brad Tavares vào ngày 06 tháng 07 năm 2018, tại sự kiện The Ultimate Fighter: Undefeated. Adesanya đã chiến thắng với quyết định đồng thuận (unanimous decision) sau năm hiệp. Chiến thắng này mang lại cho anh hạng mục thưởng Performance of the Night thứ hai.
Adesanya đối mặt với Derek Brunson vào ngày 03 tháng 11 năm 2018, tại UFC 230. Anh đã chiến thắng TKO ngay trong hiệp một. Chiến thắng này mang lại cho anh hạng mục thưởng Performance of the Night lần thứ ba. Adesanya đối mặt với Anderson Silva vào ngày 10 tháng 02 năm 2019, tại UFC 234. Anh đã chiến thắng unanimous decision sau ba hiệp. Chiến thắng mang lại cho anh giải thưởng Fight of the Night. Đây là một trận đấu đặc biệt đối với Adesanya, bởi Anderson The Spider Silva là một võ sĩ MMA huyền thoại thế giới, người từng thống trị hạng middleweight thập niên trước. Khi tham trận này, Anderson Silva đã 45 tuổi, thi đấu vì sở thích. Anderson Silva cũng là thần tượng của Adesanya, phong cách và kỹ thuật thi đấu của anh có nhiều điểm học hỏi. Adesanya sau trận được nhận định là võ sĩ kế vị The Spider.

#### Từ 2019

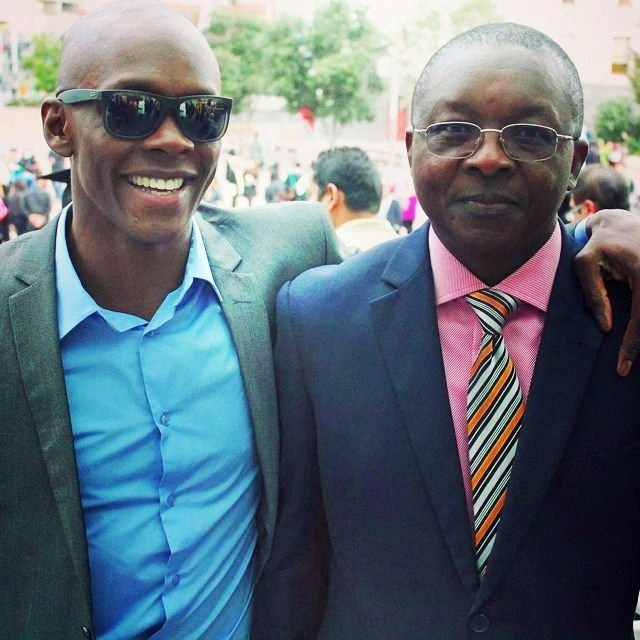
Israel Adesanya và bố năm 2014.

Ngày 13 tháng 04 năm 2019, Adesanya đối mặt với Kelvin Gastelum trận đặc biệt tranh đai interim middleweight, tại UFC 236. Anh đã chiến thắng unanimous decision sau năm hiệp. Trận thắng mang lại cho anh giải thưởng Fight of the Night. Trận được nhiều người xem là hay nhất trong năm, giành được đề cử từ hầu hết các cơ quan báo chí MMA. Và Adesanya giành đai tạm thời – interim UFC Middleweight. Adesanya phải đối mặt với Robert Whittaker trong một trận đấu thống nhất danh hiệu vào ngày 06 tháng 10 năm 2019 tại UFC 243. Anh đã chiến thắng đo ván – KO ở vòng hai để trở thành nhà vô địch UFC middleweight. Chiến thắng này mang lại cho anh hạng mục thưởng Performance of the Night. Ngày 07 tháng 03 năm 2020, Adesanya tham gia trận đối đầu Yoel Romero tại UFC 248. Anh đã chiến thắng unanimous decision và lần đầu tiên bảo vệ đai vô địch UFC middleweight. Trận đấu được đánh giá thiếu thu hút, thiếu tính dồn dập và quyết liệt, gây ra thất vọng cho người hâm mộ. Ngày 19 tháng 09 năm 2020, Adesanya được dự kiến sẽ bảo vệ danh hiệu của mình trước Paulo Costa tại UFC 253. Ngày 27 tháng 09 năm 2020, Adesanya tham trận đối đầu Paulo Costa, giành chiến thắng TKO ngày ở hiệp hai, bao vệ thành công đai vô địch middleweight.
Ngày 07 tháng 03 năm 2021, Adesanya nâng hạng cân, tham gia UFC 259. Trận đầu chung cuộc sự kiện giữa Nhà vô địch Middleweight Adesanya đối đầu với Nhà vô địch Light Heavyweight Jan Błachowicz, tranh đai Light Heavyweight. Trong trận này, Adesanya đã thất bại bởi điểm số, quyết định đồng thuận của hội đồng trọng tài sau năm hiệp, Jan Blachowicz bảo vệ thành công đai vô địch hạng cân của mình.

## Đời tư
Trước khi tham trận MMA, Adesanya thường xuyên tham gia các cuộc thi nhảy trên khắp New Zealand. Anh đã làm nổi bật niềm đam mê nhảy múa của mình trong trình diễn đoạn nhảy tại UFC 243. Adesanya là một người hâm mộ của anime và muốn thành lập một công ty sản xuất anime khi nghỉ hưu sau này. Biệt danh The Last Stylebender của anh có liên quan đến Avatar: The Last Airbender, một bộ phim hoạt hình chịu ảnh hưởng của anime.
Adesanya đã bỏ phiếu chống thuận trong Trưng cầu dân ý cần sa New Zealand 2020. Israel Adesanya kêu gọi Jon Jones đối đầu với Francis Ngannou, như một trận đấu đặc biệt trong lịch sử võ thuật.

## Thành tích sự nghiệp
| MMA | Kickboxing |
| Ultimate Fighting Championship | Glory |
| --- | --- |
| UFC Middleweight Champion (hiện tại, từ 10/2019) (bảo vệ thành công một lần)                                                                                           | Glory 34: Denver – Middleweight Contender Tournament Champion. |
| Interim UFC Middleweight Champion (04 - 10/2019) | King in the Ring |
| Performance of the Night: 04 lần. vs. Rob Wilkinson, Brad Tavares, Derek Brunson và Robert Whittaker                                                                   | - King in the Ring 86 – The Cruiserweights II Tournament Champion. - King in the Ring 86 – The Cruiserweights III Tournament Champion. - King in the Ring 100 – The Heavyweights III Tournament Champion. - Most titles in King in the Ring history (3).                                                                    |
| Fight of the Night: 02 lần.vs. Anderson Silva và Kelvin Gastelum | - King in the Ring 86 – The Cruiserweights II Tournament Champion. - King in the Ring 86 – The Cruiserweights III Tournament Champion. - King in the Ring 100 – The Heavyweights III Tournament Champion. - Most titles in King in the Ring history (3).                                                                    |
| Most knockdowns tại UFC Title Fight (4). | Boxing |
| Australian Fighting Championship - AFC Middleweight Champion: 01. | - Super 8 III (Cruisergra II) - Super 8 IV (Cruisergra III) |
| Hex Fighting Series Middleweight - HFS Middleweight Champion: 01. | - Super 8 III (Cruisergra II) - Super 8 IV (Cruisergra III) |
| Giải thưởng cộng đồng, chuyên gia đánh giá | |
| MMAJunkie.com - Newcomer of the Year 2018. - Trận tháng 4 năm 2019 với Kelvin Gastelum. - Fighter of the Year 2019 với Kelvin Gastelum. - Chiến binh nam của năm 2019. | CagesidePress.com - Breakthrough Fighter of the Year 2019. - Fighter of the Year 2019 với Kelvin Gastelum |
| SB Nation - Breakthrough Fighter of the Year 2018. - Fight of the Year 2019 với Kelvin Gastelum. - Fighter of the Year 2019.                                           | - 2018 Rising Star of the Year. - 2019 Fighter of the Year. - 2018 Breakthrough Fighter of the Year. - 2019 Fighter of the Year. - 2019 Fight of the Year vs. Kelvin Gastelum. - 2019 New Zealand Sportsman of the Year. - Most Outstanding Fighter of the Year (2019). - MMA Match of the Year (vs. Kelvin Gastelum, 2019) |
| CombatPress.com - Breakthrough Fighter of the Year 2018. - Chiến binh nam của năm 2019. - Fighter of the Year 2019 với Kelvin Gastelum.                                | - 2018 Rising Star of the Year. - 2019 Fighter of the Year. - 2018 Breakthrough Fighter of the Year. - 2019 Fighter of the Year. - 2019 Fight of the Year vs. Kelvin Gastelum. - 2019 New Zealand Sportsman of the Year. - Most Outstanding Fighter of the Year (2019). - MMA Match of the Year (vs. Kelvin Gastelum, 2019) |

## Thống kê

### MMA
| Thống kê thành tích chuyên nghiệp |          |        |
| 21 trận                           | 20 thắng | 1 thua |
| Bằng knockout                     | 15       | 0      |
| Bằng quyết định trọng tài         | 5        | 1      |

| KQ    | Chỉ số | Đối thủ             | Dạng                   | Sự kiện                                 | Ngày                 | Hiệp | Giờ  | Địa điểm                         | Ghi chú                                                                 |
| ----- | ------ | ------------------- | ---------------------- | --------------------------------------- | -------------------- | ---- | ---- | -------------------------------- | ----------------------------------------------------------------------- |
| Thua  | 20–1   | Jan Blachowicz      | Decision (unanimous)   | UFC 259                                 | 7 tháng 3 năm 2021   | 5    | 5:00 | Las Vegas, Nevada                | Tranh đai UFC Light Heavyweight Championship.                           |
| Thắng | 20–0   | Paulo Costa         | TKO                    | UFC 253                                 | 27 tháng 9 năm 2020  | 2    | 3:59 | Abu Dhabi, Tiểu vương quốc Ả Rập | Bảo vệ đai UFC Middleweight Championship.                               |
| Thắng | 19–0   | Yoel Romero         | Unanimous Decision     | UFC 248                                 | 7 tháng 3 năm 2020   | 5    | 5:00 | Las Vegas, Nevada, Hoa Kỳ        | Bảo vệ đai UFC Middleweight Championship.                               |
| Thắng | 18–0   | Robert Whittaker    | KO (cú đấm)            | UFC 243                                 | 6 tháng 10 năm 2019  | 2    | 3:33 | Melbourne, Australia             | Thống nhất đai UFC Middleweight Championship. Performance of the Night. |
| Thắng | 17–0   | Kelvin Gastelum     | Unanimous Decision     | UFC 236                                 | 13 tháng 4 năm 2019  | 5    | 5:00 | Atlanta, Georgia, Hoa Kỳ         | Đai interim UFC Middleweight Championship. Fight of the Night.          |
| Thắng | 16–0   | Anderson Silva      | Unanimous Decision     | UFC 234                                 | 10 tháng 2 năm 2019  | 3    | 5:00 | Melbourne, Australia             | Fight of the Night.                                                     |
| Thắng | 15–0   | Derek Brunson       | TKO (gối và cú đấm)    | UFC 230                                 | 3 tháng 11 năm 2018  | 1    | 4:51 | New York City, New York, Hoa Kỳ  | Performance of the Night.                                               |
| Thắng | 14–0   | Brad Tavares        | Unanimous Decision     | The Ultimate Fighter: Undefeated Finale | 6 tháng 7 năm 2018   | 5    | 5:00 | Las Vegas, Nevada, Hoa Kỳ        | Performance of the Night.                                               |
| Thắng | 13–0   | Marvin Vettori      | Split Decision         | UFC on Fox: Poirier vs. Gaethje         | 14 tháng 4 năm 2018  | 3    | 5:00 | Glendale, Arizona, Hoa Kỳ        |                                                                         |
| Thắng | 12–0   | Rob Wilkinson       | TKO (cú đấm)           | UFC 221                                 | 11 tháng 2 năm 2018  | 2    | 3:37 | Perth, Australia                 | Performance of the Night.                                               |
| Thắng | 11–0   | Stuart Dare         | KO (cú đá)             | Hex Fighting Series 12                  | 24 tháng 11 năm 2017 | 1    | 4:53 | Melbourne, Australia             | Thắng đai tạm thời HFS Middleweight Championship.                       |
| Thắng | 10–0   | Melvin Guillard     | TKO (cú đấm)           | Australia Fighting Championship 20      | 28 tháng 7 năm 2017  | 1    | 4:49 | Melbourne, Australia             | Đai AFC Middleweight Championship.                                      |
| Thắng | 9–0    | Murad Kuramagomedov | TKO (cú đấm)           | Wu Lin Feng: E.P.I.C. 4                 | 28 tháng 5 năm 2016  | 2    | 1:05 | Hà Nam, Trung Quốc               |                                                                         |
| Thắng | 8–0    | Andrew Flores Smith | TKO (ép góc)           | Glory of Heroes 2                       | 7 tháng 5 năm 2016   | 1    | 5:00 | Thâm Quyến, Trung Quốc           |                                                                         |
| Thắng | 7–0    | Dibir Zagirov       | TKO (cú đấm)           | Wu Lin Feng: E.P.I.C. 2                 | 13 tháng 3 năm 2016  | 2    | 2:23 | Hà Nam, Trung Quốc               |                                                                         |
| Thắng | 6–0    | Vladimir Katykhin   | TKO (quyết định y học) | Wu Lin Feng: E.P.I.C. 1                 | 13 tháng 1 năm 2016  | 2    | N/A  | Hà Nam, Trung Quốc               |                                                                         |
| Thắng | 5–0    | Gele Qing           | TKO (đòn gối)          | Wu Lin Feng 2015: New Zealand vs. China | 19 tháng 9 năm 2015  | 2    | 3:37 | Auckland, New Zealand            |                                                                         |
| Thắng | 4–0    | Maui Tuigamala      | TKO (cú đá)            | Fair Pay Fighting 1                     | 5 tháng 9 năm 2015   | 2    | 1:25 | Auckland, New Zealand            |                                                                         |
| Thắng | 3–0    | Song Kenan          | TKO (cú đấm)           | The Legend of Emei 3                    | 8 tháng 8 năm 2015   | 1    | 1:59 | Hà Bắc, Trung Quốc               |                                                                         |
| Thắng | 2–0    | John Vake           | TKO (cú đấm)           | Shuriken MMA: Best of the Best          | 15 tháng 6 năm 2013  | 1    | 4:43 | Auckland, New Zealand            |                                                                         |
| Thắng | 1–0    | James Griffiths     | TKO (cú đấm)           | Supremacy Fighting Championship 9       | 24 tháng 3 năm 2012  | 1    | 2:09 | Auckland, New Zealand            | Ra mắt Middleweight.                                                    |